# Bayerische Akademie für Fernsehen und Digitale Medien
Die Bayerische Akademie für Fernsehen und Digitale Medien e.V. (BAF) ist ein eingetragener Verein aus Unterföhring, der am 26. August 1993 gegründet wurde. Er bietet eine Ausbildung in Vollzeit oder berufsbegleitend im Bereich Medien an. Die Vollzeitausbildung dauert 10 Monate und wird in den Bereichen Journalismus, Kamera, Schnitt, Animation und Game angeboten. Daneben gibt es in Zusammenarbeit mit öffentlich-rechtlichen und privaten Fernsehanbietern Fortbildungen für Volontäre.
Die Akademie finanziert sich durch Studiengebühren, Fördergelder des Freistaates Bayern, der Gemeinden Unterföhring und Ismaning, des Landkreises München, von BR und ZDF sowie Sponsorengelder von Unternehmen.

## Geschichte
Gegründet wurde die BAF 1993 auf Initiative privater Programmanbieter und der Bayerischen Landeszentrale für neue Medien. Gründungspräsident war Heinz Burghart, gefolgt von Walter Flemmer (2001 bis 2011). Von 2011 bis 2019 war Friedrich-Wilhelm Rothenpieler Präsident der BAF. Gründungsdirektor der Akademie war von 1994 bis Juni 2005 Ulrich Berls, sein Nachfolger war Thomas Repp. Der Trägerverein verfolgt laut Satzung keine Gewinnabsicht. Ziel ist es vielmehr, Nachwuchs für die Medienbranche auszubilden und damit den Medienstandort Bayern zu stärken. Die Studienschwerpunkte liegen in der Bewegtbild Produktion und Postproduktion. Die einzelnen Vollzeitstudiengänge Studiengänge dauern jeweils zehn Monate. Neben einem festen Dozentenstamm werden Gastdozenten aus der Medienwirtschaft eingeladen.
Die BAF ist Gründungsmitglied im MedienCampus Bayern, dem Dachverband für die Medienaus- und -weiterbildung in Bayern und Gesellschafterin der Mediaschool Bayern.

## Studiengänge
Folgende Studiengänge werden an der Bayerischen Akademie für Fernsehen und Digitale Medien angeboten: 
Vollzeit
- Journalismus & Digital Storytelling
- Moderation & Digital Storytelling
- Kamera & Digital Cinematography
- Editing & Digital Postproduction
- Animation & VFX[5]

berufsbegleitend
- Fiction Producer
- Animation & VFX
- Content Marketing & Management[6]

## Präsidium
Präsident der BAF ist seit 2019 der frühere bayerische Staatsminister und CSU-Vorsitzende Erwin Huber. Vizepräsident ist der Chefredakteur von Sat.1, Hendrik Niederhoff. Als Schatzmeister fungiert der frühere Geschäftsführer der Medientage München, Christopher Tusch. Schriftführer ist Ulrich Berls, früherer Leiter des ZDF-Landesstudios in Bayern. Außerdem gehören dem Präsidium unter anderem an Martin Gebrande (früherer Geschäftsführer der Bayerischen Landeszentrale für neue Medien), Birgit Spanner-Ulmer (Bayerischer Rundfunk), Alexander Stöckl (geschäftsführender Gesellschafter der Privatfernsehen in Bayern GmbH), der Medienrechtler Johannes Kreile, Renate Hermann (Vorstandsvorsitzende des MedienCampus Bayern und Professorin der Hochschule Ansbach) sowie Markus Kaiser (Professor der Technischen Hochschule Nürnberg und Unternehmensberater). Akademieleitung ist Marlene Fuchs.

## Personen

### Dozierende
Aktuell lehren u. a. Andreas Bachmann, Sibylle Basler, Markus Bräutigam, Felicitas Darschin, Sascha El Waraki, Sanne Kurz, Wolfgang Lanzenberger, Stefan Leifert, Hans Albrecht Lusznat, Thomas Merker, Michel Morales, Peter Probst, Daniel Speck, Martin Thau.

### Bekannte Absolventen
Absolventen der Bayerischen Akademie für Fernsehen und Digitale Medien sind u. a. Thommy Scheel, Wolfgang Nadvornik, Fanny Stapf, Benjamin Rost, Jochen Srodthoff, Markus Schindler.

## Kritik
Der Bayerische Oberste Rechnungshof hatte im Jahr 2018 die weitere öffentliche Förderung der Akademie infrage gestellt und gefordert, dass „ein zeitgemäßes, von der privaten Medienwirtschaft nachgefragtes und von ihr adäquat mitfinanziertes Aus- und Fortbildungsangebot vorliegt.“ Bemängelt wurden in dem Zusammenhang auch die geringen Studierendenzahlen, die im Studienjahr 2016/2017 auf nur noch 53 gesunken war. Die Bayer. Staatsregierung hat in einem Berichte an den Bayer. Landtag vom 19. Juli 2019 eine positive Prognose für die BAF abgegeben und eine Sonderförderung vorgenommen. Die Angebote der BAF wurden damit um digitale Medien erweitert (z. B. Online- und Datenjournalismus, Social Media Content und Mobile Reporting).

## Belege
1. ↑  Online-Handelregisterauszug. Abgerufen am 4. April 2021.
2. ↑  Zu teuer und am Bedarf vorbei - Artikel im Merkur. Abgerufen am 4. April 2021.
3. ↑  Die BAF. In: Bayerische Akademie für Fernsehen und Digitale Medien. Abgerufen am 11. Januar 2024 (deutsch).
4. ↑  Über uns. In: Medien Campus Bayern e.V. Abgerufen am 11. Januar 2024 (deutsch).
5. ↑  Vollzeitstudium. In: Bayerische Akademie für Fernsehen und Digitale Medien. Abgerufen am 28. Februar 2024 (deutsch).
6. ↑  Berufsbegleitend. In: Bayerische Akademie für Fernsehen und Digitale Medien. Abgerufen am 28. Februar 2024 (deutsch).
7. ↑  Süddeutsche Zeitung: Neuer Posten für Erwin Huber. Abgerufen am 9. Oktober 2021.
8. ↑  Die BAF. In: Bayerische Akademie für Fernsehen und Digitale Medien. Abgerufen am 9. Oktober 2021 (deutsch).
9. ↑  ines.hanusch: BAFamily: Abolvent*innen und Dozierende. In: Bayerische Akademie für Fernsehen und Digitale Medien. 15. Januar 2021, abgerufen am 28. Februar 2024 (deutsch).
10. ↑  ines.hanusch: BAFamily: Abolvent*innen und Dozierende. In: Bayerische Akademie für Fernsehen und Digitale Medien. 15. Januar 2021, abgerufen am 28. Februar 2024 (deutsch).
11. ↑  Beitrag zur Prüfung des Obersten Bayerischen Rechnungshofes. Abgerufen am 4. April 2021.